# Soutelo Verde
Soutelo Verde es un lugar español situado en la parroquia de Castro, del municipio de Laza, en la provincia de Orense, Galicia.

## Etimología
«Soutelo» proviene de la palabra «souto» más el sufijo diminutivo -elo, es decir, pequeño «souto». «Souto» es una palabra gallega y portuguesa que significa castañal, bosque de castaños, y que proviene del latín saltus, región forestal (generalmente también montañosa). Así, el nombre Soutelo Verde significa «pequeño bosque verde de castaños». El hecho coincide con que los castaños eran antaño muy abundantes en la zona.

## Geografía

### Geografía política
- Desde el punto de vista administrativo, Soutelo Verde es un lugar de la parroquia de Castro de Laza, en el municipio de Laza, comarca de Verín, provincia de Orense, en la comunidad autónoma de Galicia.
- Desde el punto de vista judicial, pertenece al partido judicial de Verín.
- Desde el punto de vista religioso, pertenece a la parroquia de San Pedro de Castro de Laza, dentro del arciprestazgo de Verín, en la diócesis de Orense,[5] que es sede sufragánea del arzobispado de Santiago de Compostela.

### Geografía física
El pueblo se encuentra en el valle del Támega, en su curso alto, a ocho km del nacimiento, cerca de Alberguería de Laza. El río Támega pasa a unos 250 metros del pueblo, quedando Soutelo Verde en la margen derecha. Por el pueblo mismo pasan el río de Carrajo y el riachuelo da Ribeira (en gallego, rego da Ribeira), cada uno con un puente, además de los dos puentes de la carretera OU-113 a su paso por el pueblo.
Fuera de la llanura aluvial del río Támega, el terreno se compone principalmente por sierras boscosas, cubiertas de pinos. Es una de las zonas más propensas a sufrir incendios de la provincia de Orense.

### Barrios
- O Peso: barrio al sur del rego da Ribeira, hasta el puente del Peso.
- O Canto: barrio entre los ríos da Ribeira y de Carrajo, hacia la carretera OU-113.
- Entre as Pontes: barrio entre los ríos da Ribeira y de Carrajo, entre los puentes del Peso y el del río de Carrajo.
- A Poula: barrio al norte del río de Carrajo.

## Historia
El etnógrafo Bruno Rúa descubrió en 2015 un menhir de 2 metros de alto y 70 cm de ancho en un helechal del llamado «Castro de los Moros» (en gallego, Castro dos Mouros), lo que dataría el poblamiento del lugar en por lo menos el año 1000 a. C. El bloque de granito, datado en la Edad de Bronce, es del tipo «forma cabeza», que trata de imitar un cuerpo humano de pie, con cabeza y brazos pegados al cuerpo. En la zona se han encontrado también hasta 78 petroglifos, estando el «de las Herraduras» (en gallego, das Ferraduras) en Soutelo Verde. El petroglifo das Ferraduras está formado por cuatro o cinco cazoletas y un signo en forma de herradura.
La estatua-menhir de Rebordiño se encuentra precisamente cerca de los restos de un castro celta, el llamado «Castro dos Mouros», que quizás podría estar relacionado con él. El Castro fue una población fortificada de la cultura castreña que posiblemente estuvo poblada por los tamaganos, tribu celta que recibe su nombre del río Támega. El poblado estaba rodeado por un enorme foso que protegía el 80% del perímetro, de 10 metros de ancho y 7 metros de profundidad en algunos tramos. Del poblado no se conservan restos de muralla o construcciones y ha sido muy alterado por las actividades forestales.
No existen restos romanos, pero por la cercana Castro de Laza pasaba posiblemente la Vía Secundaria IV, que unía Chaves (Portugal) y Baños de Molgas: «Por Laza, bordeando el Oppidum allí existente, cruzaba el camino, que desde Alberguería asciende hasta la Sierra de San Mamed».
En el lugar Os Trigos / San Martiño se conservan los restos de una necrópolis medieval, que ha sido muy alterada por las actividades agrícolas y ganaderas. Se encontraron una serie de lápidas de pizarra, algunas con inscripciones, que habían sido reutilizadas para limitar los campos. Es posible que el nombre de San Martiño indique la existencia de una antigua ermita del mismo nombre, que se correspondería con el cementerio.
Existen también una explotación minera en el lugar llamado as Boreas Fundidas de la que no se conoce su antigüedad. Se cree que pudo ser una extracción de estaño, metal abundante en los montes circundantes.

## Demografía
| Gráfica de evolución demográfica de Soutelo Verde entre 2000 y 2022 |
|                                                                     |
| Datos según el nomenclátor publicado por el INE.                    |

## Economía
La actividad económica principal es agropecuaria: agricultura, ganadería y actividad maderera.
Antiguamente había una herrería muy activa y dos zapateros. También llegó a haber dos bares y dos colmados. En la actualidad sólo sobrevive la panadería La Casa de las Bicas, especializada en la fabricación de bicas.
El Internet de banda ancha llegó a la aldea en 2012 gracias al «Plan de Banda Larga» puesto en marcha por la Secretaría General de Medios de la Junta de Galicia y Telefónica.

## Monumentos
- Fuente y crucero. Situados en el centro del pueblo, la fuente es de agua abundante y considerada la mejor de la zona.[13] Detrás de la fuente se ha colocado un lavadero comunal, realizado en piedra.
- Puente del Peso (en gallego, o ponte do Peso) sobre el riachuelo de la Ribera (en gallego, rego da Ribeira).[15]

### Capilla de San Martín
La capilla de San Martín, o San Martiño, es un edificio rectangular de estilo popular de principios del siglo XIX, construido de piedra irregular, a excepción de la fachada. La portada es adintelada, con ventanas rectangulares a ambos lados. De la fachada surge una espadaña con una campana, flanqueada por dos pináculos en las esquinas del edificio. Existe un peto de ánimas construido en 1813 adosado a la capilla, del lado del antiguo camino que recorría el río Carraxó. En la parte superior está grabado el siguiente texto, «Pasajero que vas caminando, socorro de las almas que están penando».
En un documento de la parroquia se puede leer:

Manuel Quiñones Abad y Cura Párroco de esta feligresía de S. Pedro de Castro de Laza y su Anexo de Santa María de las Nieves de Carrajo.
CERTIFICO:Que viendo muy indecente la capilla de San Martín de Soutelo, sin retablo, el Santo con las manos partidas y sin pintar, la capilla muy pequeña, con respecto a la población de aquel lugar que se compone de sesenta vecinos, pues no tenía de largo más que veinte cuartas, el techo de élla y un pórtico reducido, que se había podrido y amenazando ruina, determiné hacer otra capilla, alargándola todo cuanto ha dado de sí el terreno; hacer un muro defensivo para que el río no ofenda dicho edificio; un petitorio de las ánimas; hacer pintar el retablo; componer las manos y pintar el Santo, trasladando una cruz que se hallaba enfrente de la puerta de dicha capilla vieja a la parte del lugar que se llama el Peso, haciéndola de nuevo el pedestal y dando nueva figura a la Cruz, cuya obra costó once mil cuarenta reales, sin que los vecinos concurrieran con otra cosa más que con los carretos y peonaje para dicha construcción, cuya cantidad de los once mil cuarenta reales cedo y dono en honor de Dios y del glorioso san Martín quien me ha dado ejemplo, para hacer este corto desprendimiento dividiendo su capa y dando la mitad de élla a un pobre que le pidió limosna.
Pero si en algún tiempo los vecinos de aquel pueblo intentan erigir esta capilla en parroquia, es mi voluntad haigan de dar a la parroquia de Castro los once mil cuarenta reales que me ha costado dicha obra, pues con esta condición lo cedo y ofrezco y no de otra manera.
Y para que conste en todo tiempo lo certifico y juro. Castro de Laza a quince de noviembre de mil ochocientos quince.
D. Manuel Quiñones

## Cultura y fiestas

### Gallego
El dialecto gallego hablado en la aldea es gallego central. Según la clasificación de F. Fernández Rei en su libro Dialectoloxía da lingua galega, las hablas del municipio de Laza pertenecerían, por orden de mayor a menor, a los siguientes dialectos: gallego central → área lucu-auriensis → subárea auriensis → micro subárea del alto Limia. El «micro subárea del alto Limia» incluye las poblaciones de Laza, Ginzo de Limia y Cualedro, pero no las de Verín, que, dentro del bloque central, pertenece al «área transicional oriental».

### Entroido

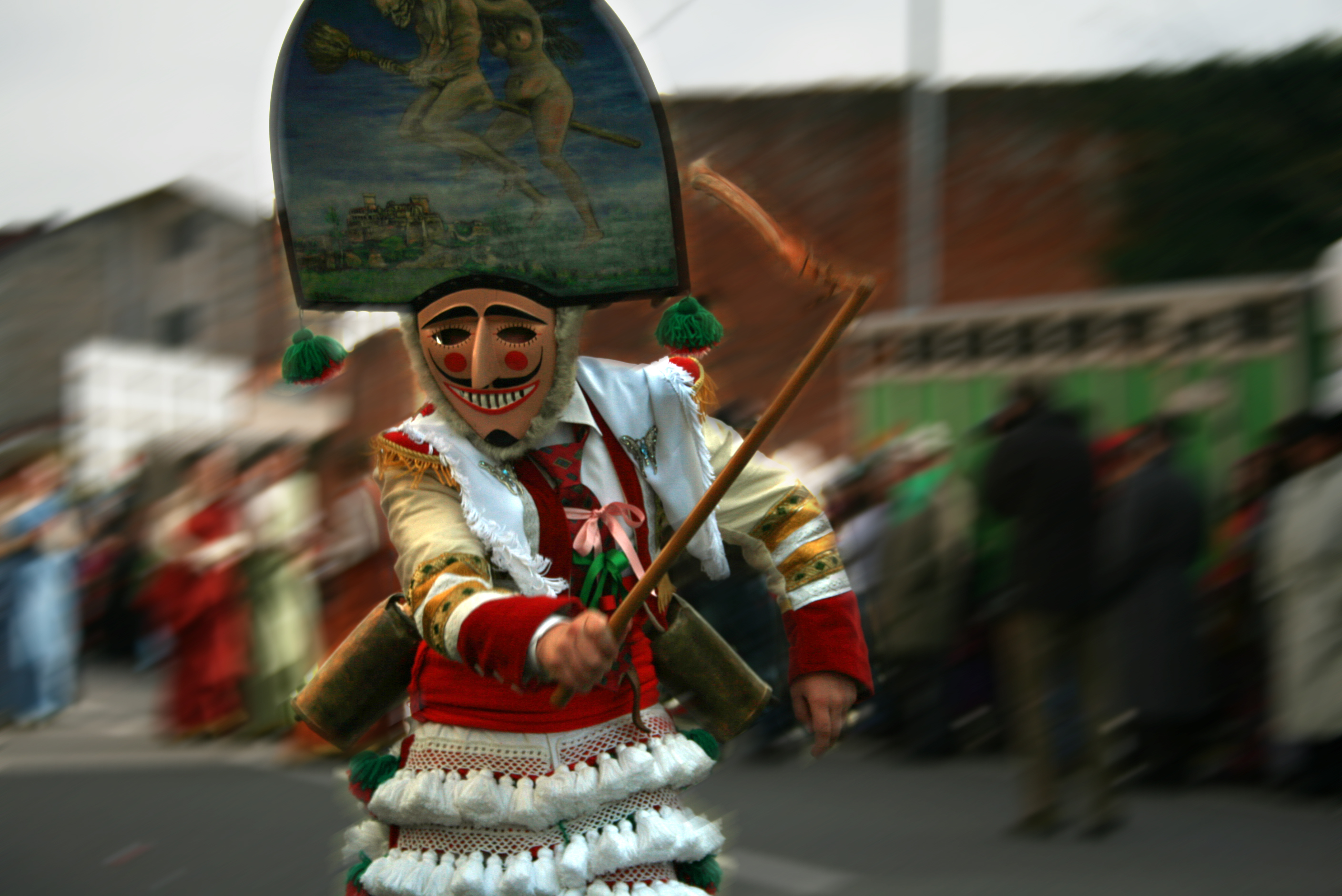
Peliqueiro.

Al igual que en el carnaval de Laza, aunque de dimensiones mucho menores, en Soutelo Verde también se celebra el entroido de forma similar. El domingo anterior al Miércoles de Ceniza salen los peliqueiros a recorrer el pueblo, vestidos con sus trajes característicos, seis cencerros en la cintura, que hacen sonar a la vez con su andar rítmico, y una máscara pintada que cubre completamente la cara y un látigo en la mano, para apartar de su camino a los que no se den por aludidos. La mañana del lunes de realiza la farrapada, una batalla de todos contra todos, en la que se utilizan trapos manchados de barro. Una vez terminada, los participantes se nutren con la tradicional bica, licor de café, bandullo o mondongo con cachelos y grelos, cocido con lacón, chorizo y oreja y cabeza de cerdo.

### Fiesta de la Virgen de los Dolores
El tercer domingo de agosto se celebra la fiesta de la Virgen de los Dolores. 
Antiguamente se celebraba el 15 de septiembre, con misa solemne y procesión de la imagen de la Virgen por las calles del pueblo.

### Procesión del Encuentro
Durante Semana Santa se realiza la Procesión del Encuentro, en la que la imagen de la Virgen de los Dolores es llevada en procesión a medio camino hacia Castro de Laza, hasta cerca de río Támega, donde antiguamente había un crucero y una pequeña capilla dedicada a Santa María Magdalena.

### Camino de Santiago
El Camino de Santiago, el ramal formado por el Camino Sanabrés —de Zamora a Santiago de Compostela— que enlaza con la Vía de la Plata —de Sevilla a Astorga—, pasa por Soutelo Verde en su novena etapa de Laza a Xunqueira de Ambias.

### Bica blanca
En Soutelo Verde se encuentra la panadería de Liria Diéguez, A Casa das Bicas, que es una de las únicas tres panaderías de Laza que producen la bica blanca, especialidad local que no se encuentra fuera del municipio. La bica blanca es una bica realizada con harina, nata de leche de vaca, azúcar y clara de huevo. El dulce se come sobre todo durante el entroido.

### Leyendas
- Una leyenda local relata que la marca en forma de herradura (el petroglifo da Ferradura mencionado más arriba) fue dejada por el caballo de Santiago al saltar del monte das Penedas de Avión hasta el monte das Ferraduras.[8]
- También se conserva una leyenda que dice que el menhir es un hombre que se atrevió a tratar de robar la clave de oro que sostenía la bóveda que había debajo del Castro. Como castigo, el rey moro lo convirtió en piedra.[10]
- También se cuenta que cuando las mozas iban a pacer las vacas en los prados de la Escaceira, la mora que vivía en el Pozo da Moura, un pozo que nunca se secaba, al lado del menhir, insistía cerrilmente en peinarlas al lado del pozo.[10]